# ألان ميلارد
ألان ميلارد (بالإنجليزية: Alan Millard)‏ هو مستشرق بريطاني، ولد في 1 ديسمبر 1937.